# صيد السمك في الأعماق

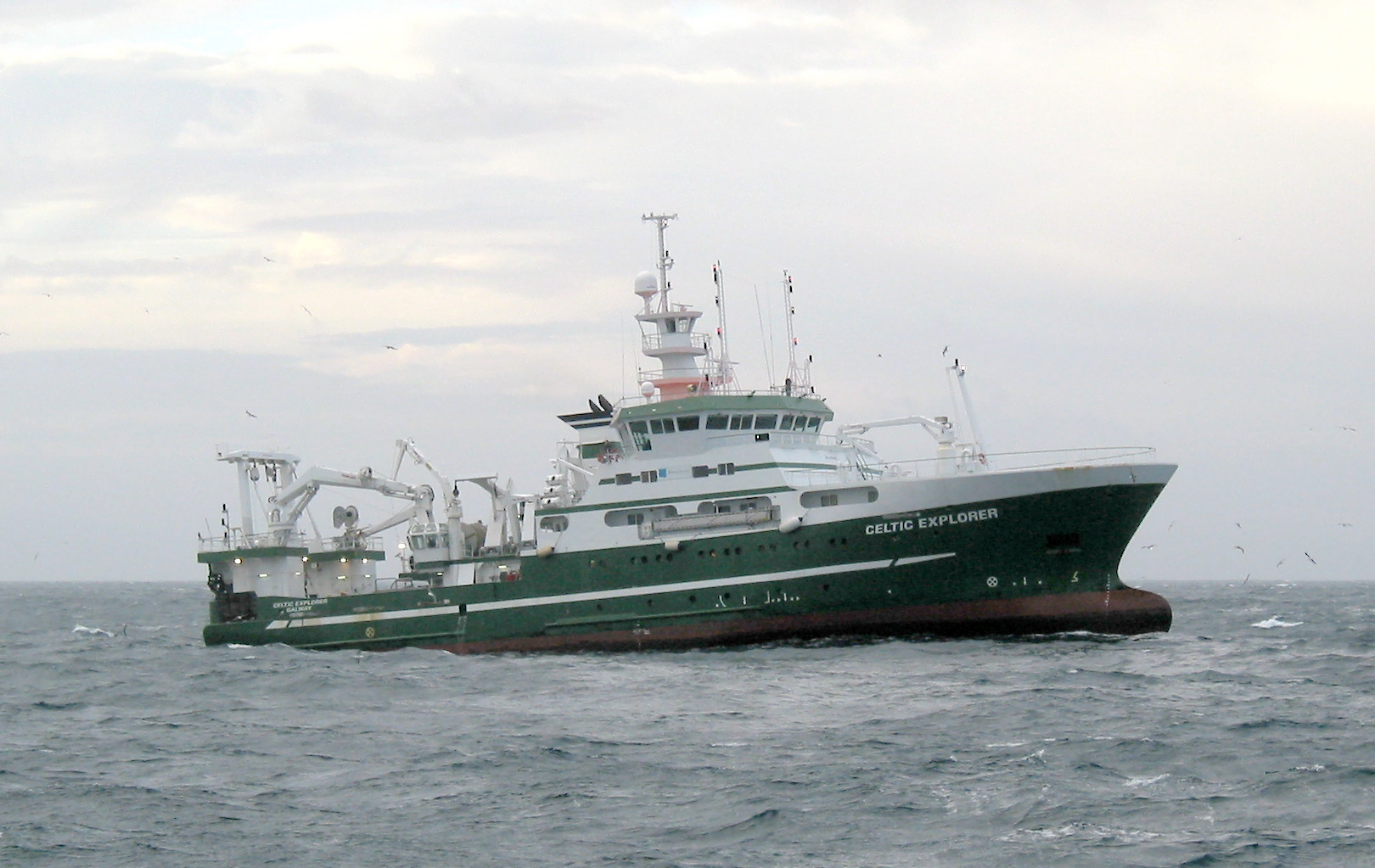

صيد السمك بجارفة القاع (بالإنجليزية: Bottom trawling)‏هو أحد أنواع صيد السمك يستخدم فيه شباك ضخمة وثقيلة تتحرك على طول القاع وتحَمل أو تسحق كل ما يعترض طريقها.
ويجب التفرقة بين هذا النوع والنوع الآخر الذي يدعى صيد بلاجي، حيث تسحب الشبكة نحو الأعلى عبر عمود الماء. الصيد البلاجي يستخدم لصيد الأسماك مثل البلم، والروبيان، والتونة والماكريل، في حين أن استخدام جارفة القاع تستهدف الأسماك القاعية مثل سمك القد والحبار، والهلبوت وغيرها.
يُقسِم المجتمع العلمي صيد السمك بجارفة القاع إلى حالتين: الصيد في القاع، والصيد في منطقة ما فوق القاع فورا.
يتم الصيد بواسطة سفينة صيد، والتي يمكن ان تكون زورق صغير مفتوح استطاعتها 30 حصانا أو سفينة صيد استطاعتها 10000 حصان (7500 كيلو واط).
ويمكن استخدام شباك الأعماق الجرافة بسفينة صيد واحدة أو اثنينتين متعاونتين.

## الآثار البيئية
لقد عُمل بهذه الطريقة لاكثر من قرن في قاع البحار الغزيرة بالكائنات مثل بحر الشمال شمال أوروبا وغراند بانكس في شرق كندا.
وبما ان الإفراط في الصيد سبب تغيرات بيئية هائلة على مجتمع الأسماك في غراند بانكس، فقد زاد القلق في الآونة الأخيرة من الضرر الذي يلحق القاع وخصوصا على الكائنات بطيئة النمو مثل الشعب المرجانية وقد تستغرق إعادة النمو مئات السنين إن استعادت حالتها بأية حال.
وتعتبر هذه الشعب موئل مجموعات متنوعة من الكائنات في أعماق البحار، وإذا ما سُمح لها بالاستمرار، فإن شركات الصيد بالجاروفة في أعالي البحار ستقضي على أنواع كثيرة تزخر بها الأعماق ومنها لم تكتشف بعد.
في 18 نوفمبر عام 2004 حثت الجمعية العامة للأمم المتحدة الدول على النظر في فرض حظر مؤقت على الصيد في قاع هذه البحار.
افاد تقرير الأمين العام للأمم المتحدة في عام 2006 أن 95 ٪ من الأضرار التي لحقت بالنظم الايكولوجية في الجبال البحرية في جميع أنحاء العالم ناجمة عن استخدام شباك الاعماق الجارفة.

## القيود الحالية
- حظرت الإدارة الوطنية للمحيطات والغلاف الجوي في الولايات المتحدة الأمريكية استخدام شباك الأعماق الجرافة قبالة معظم سواحل المحيط الهادئ في مطلع عام 2006 وفرضت قيودا شديدة على ممارستها قبالة السواحل الأخرى أيضا.
- وطبق مجلس الاتحاد الأوروبي في عام 2004 «النهج الوقائي» وحظرت ممارستها قبالة السواحل الشمالية الغربية لسكوتلاندا.
- في عام 2005 حظرت اللجنة العامة لمصائد الأسماك في البحر الأبيض المتوسط التابعة لمنظمة الفاو استخدام شباك الأعماق الجرافة، تحت عمق 1000 متر، وفي كانون الثاني / يناير عام 2006، اغلقت هذا صيد الاعماق نهائيا للمناطق الحساسة بيئيا مقابل إيطاليا، وقبرص، ومصر.
- ادركت النرويج للمرة الأولى في عام 1999 أن صيد الاعماق تسبب في حدوث أضرار كبيرة على مرجان المياه الباردة، ومنذ ذلك الحين، وضعت برنامجا لتحديد موقع الشعاب المرجانية في المياه الباردة ضمن منطقتها الاقتصادية الخالصة وذلك لتمنع بسرعة استخدام شباك الأعماق الجرافة في تلك المناطق.
- عملت كندا على حماية النظم المرجانية الإيكولوجية الضعيفة صيد القاع قبالة نوفا سكوتيا.
- انشات أستراليا في عام 1999 محمية الجبال البحرية التسمانية لحظر استخدام شباك الأعماق الجرافة في جنوب بحر تاسمانيا. كما حظرت استخدام شباك الأعماق الجرافة في محمية خليج أستراليا الكبير بالقرب من سيدونا قبالة جنوب أستراليا. في عام 2004، انشات أستراليا أكبر محمية طبيعية «الحاجز المرجاني العظيم» حيث صيد الأسماك وغيرها من الأنشطة الاستخراجية محظورة.
- منعت نيوزيلندا في عام 2001، في 19 من الجبال البحرية ضمن منطقتها الاقتصادية الخالصة استخدام شباك الأعماق الجرافة، بما في ذلك ارتفاع تشاتهام ومنطقة المياه الخاصة بها في القارة القطبية الجنوبية، وقبالة السواحل الشرقية والغربية من جزيرة نيوزيلاندا الشمالية. وفي 14 شباط / فبراير 2006 أعلن وزير الثروة السمكية النيوزيلدي جيم اندرتون أنه قد تم التوصل إلى اتفاقية مع شركات صيد الأسماك لحظر الصيد بشباك الجر في القاع في 30 بالمئة من منطقتها الاقتصادية الخالصة، وعلى مساحة حوالي 1.2 مليون كيلومتر مربع تصل مياه المحيط المتجمد الجنوبي بمياه شبه الاستوائي. ولكن جزء صغير فقط من المساحة المقترحة للحماية قد تكون عرضة لاستخدام شباك الأعماق الجرافة.
- حظرت بالاو استخدام شباك الأعماق الجرافة ضمن المناطق الخاضعة لولايتها القضائية، ولأي شركة لها في أي مكان في العالم.
- رئيس كيريباس، أنوتي تونغ، أعلن في مطلع عام 2006 تشكيل أول منطقة محمية بحرية في أعماق البحار في العالم. خلق هذا التدبير في جزر فينيكس ثالث أكبر محمية بحرية وقد يحمي الشعاب المرجانية في أعماق البحار، والأسماك، والجبال البحرية من الصيد في القاع. ومع ذلك، كيريباس حاليا ليس لديها سوى دورية واحدة (زورق واحد) لمراقبة هذه المنطقة المقترحة.